# Уилям Едуард Пари
Сър Уилям Едуард Пари (на английски: William Edward Parry) е английски военноморски офицер, арктически изследовател и хидрограф.

## Ранни години (1790 – 1818)
Роден е на 19 декември 1790 година в град Бат, Англия, четвърти син в семейството на лекар. Учи в гимназията в родния си град. На 13-годишна възраст, на 30 юни 1803, става доброволец в Кралския военноморски флот и през 1806 е флотски курсант. Служи на борда на различни кораби в Ла Манш и Балтийско море по време на Наполеоновите войни. През 1810 г., вече като лейтенант, е назначен за командир на кораба „Александър“, с който в следващите три години плава около Шпицберген. С избухването на Британско-американската война през 1812 г. е прехвърлен в база в Северна Америка и на борда на „Хогу“ участва в унищожаването на 27 американски кораба на река Кънектикът през април 1814.
Завръщайки се в Англия в началото на 1817 г., Адмиралтейството му поверява командването на кораба „Александър“ в полярната експедиция на Джон Рос през 1818 за търсене на Северозападния проход. По време на тези плавания се занимава с практическа астрономия в северните ширини, дейност която по-късно му помага в неговите полярни експедиции.

## Експедиционна дейност (1819 – 1827)

### Търсене на Северозападния проход (1819 – 1820)
През 1819 – 1820 ръководи експедиция с корабите „Хекла“ (375 т) и „Грайпер“ (180 т) за търсене на Северозападния проход. Командир на втория кораб е лейтенант Матю Лидън. В плаването участват още мичман Джеймс Кларк Рос (племенник на Джон Рос), капитанът от артилерията Едуард Сабин, виден магнитолог, и лейтенант Фредерик Уилям Бичи.
В края на юни 1819 експедицията достига източния вход на протока Ланкастър (между островите Бафинова земя на юг и Девън на север) и след като очаква няколко дена попътен вятър, навлиза в протока. На 88º з.д. открива северния вход на протока Принц Риджънт (между островите Бафинова земя на юг-югоизток и открития от него Съмърсет на север-северозапад). Прави неуспешен опит да се придвижи на юг по протока, но е спрян от непроходими ледове. Открива и изследва южния бряг на остров Девън, от нос Осбърн (80º 15` з.д.) до нос Райли (91º 54` з.д.) на запад на протежение над 300 km. Зад нос Райли Пари открива южния вход на протока Уелингтън (между островите Девън на изток и Корнуолис на запад), който е напълно свободен от ледове, но опасявайки се от загуба на време за изследването му, Пари го пренебрегва и продължава на запад, спазвайки инструкциите за търсене на Северозападния проход. След 93º з.д. навлиза в протока Бароу (между островите Корнуолис и Батърст – открити от него, на север и Съмърсет и Принц на Уелс на юг), където открива остров Ръсел (74°00′ с. ш. 98°25′ з. д. / 74° с. ш. 98.416667° з. д., 940 km2). След 103º з.д. навлиза в протока Мелвил (между островите Мелвил на север и Виктория на юг). На 75°12′ с. ш. 104°17′ з. д. / 75.2° с. ш. 104.283333° з. д. открива остров Байам Мартин (1150 km2), намиращ се в южния вход на протока Байам (между островите Мелвил на запад и Батерст на изток) и югоизточната част на остров Мелвил. На 6 септември корабите подминават 110° з.д. и Пари обявява пред целия екипаж, че заслужават обявената от правителството премия от £ 5000. Открива южното крайбрежие на остров Мелвил (42 149 km2) до нос Провидънс (112º 25` з.д.), най-южната точка на остров Мелвил, на полуостров Дъндас. На 20 септември корабите достигат до меридиана 112º 51` з.д. и поради напредналото време поемат обратно. Експедицията зимува в залива Уинтър Харбър (110º 37` з.д.) на южното крайбрежие на Мелвил, като зимуването минава благополучно. Скорбут се появява само в лека форма благодарение на санитарно-хигиенните мерки, въведени от лекаря на експедицията Джон Едуардс и рационалното хранене. Умира само един човек от възпаление на белите дробове.
От 1 до 15 юни 1820 Пари с група от дванадесет души изследва централната част на остров Мелвил. Открива залива Лидон (на югозападното крайбрежие на Мелвил, северно от п-ов Дъндас), полуостров Сабин (76°25′ с. ш. 109°15′ з. д. / 76.416667° с. ш. 109.25° з. д., северната част на остров Мелвил) и на запад от него дълбоко врязания в сушата залив Хекла енд Грайпер (111º 10` з.д.). Изследва планинския полуостров Дъндас и провлака (широк около 40 km) между заливите Хекла енд Грайпер на север и Лидон на юг в централната част на остров Мелвил. След завръщането на групата корабите продължават да са в плен на ледовете още месец и половина. Едва на 1 август „Хекла“ и „Грайпер“ се освобождават от ледения плен и продължават на запад, отначало при благоприятни условия, но след като изминават около 100 km ледовата обстановка се усложнява. Бавно и лавирайки между ледовете, в средата на август експедицията достига до 113º 48` з.д. Още десет дни Пари безуспешно лавира сред ледовете, но не успява да се придвижи още на запад. На юг е открито североизточното крайбрежие на остров Банкс (70 028 km2), но не успяват да изследват вътрешността му. На 26 август Пари решава да отстъпи. Обратният път през новооткритите протоци до Бафиновия залив отнема пет дни. Връщайки се, на 31 август експедицията открива входа на залива Адмиралтейство, дълбоко врязващ се в Бафинова земя от север, между полуостровите Бродер на запад и Борден на изток и картографира голяма част от източното крайбрежие на Бафинова земя, като открива няколко залива. В края на септември „Хекла“ и „Грайпер“ навлизат в открито море и в средата на ноември 1820 се завръщат в Лондон.
Експедицията на Пари постига изключително голям успех като открива, изследва и картографира над половината път от Гренландия до Беренговия проток, част от Северозападния проход. След завръщането си е повишен в чин капитан-лейтенант.

### Ново търсене на Северозападния проход (1821 – 1822)
През май 1821 г., Уилям Пари отново се отправя в Американска Арктика начело на експедиция с два кораба „Фюри“ и „Хекла“, втория под командването на Джордж Лайън. Задачата е да се достигне от изток до устието на река Копърмайн, да се изследва крайбрежието на континента до устието на Маккензи, а след това да се направи опит за достигане на Беринговия проток. Пари се надява да достигне до Копърмайн не от север, а от югоизток, през протоците Хъдсън и Фокс, покрай северния бряг на остров Саутхамптън. В началото на август 1821 изследва залива Репалс (между п-ов Мелвил на север и континента на юг) и протока Фрозен Стрийт на югоизток (между п-ов Мелвил на север и остров Саутхамптън на юг). Зимува на остров Уинтър (66°16′ с. ш. 83°04′ з. д. / 66.266667° с. ш. 83.066667° з. д.), намиращ се на входа на открития от него залива Лайон.
В съседство със зимуващите англичани се оказва група ескимоси, а сред тях красивата и умна млада жена Иглулик. Тя начертава за Пари вярна карта на района, в който зимуват: това е п-ов Мелвил, съединен чрез провлака Рей с континента и отделен на север с тесен проток от Бафинова земя.
В началото на юли 1822, веднага щом корабите се освобождават от леден плен, англичаните, ползвайки точната карта на ескимоската, продължават от остров Уинтър на север и откриват източния бряг на п-ов Мелвил, в т.ч. залива Пари (68º 10` с.ш.). На 69º 50` с.ш. достигат и откриват протока, указан им от ескимоската. Пари наименува протока Фюри енд Хекла, а в източния му вход – остров Иглулик (69°23′ с. ш. 81°40′ з. д. / 69.383333° с. ш. 81.666667° з. д.), в знак на благодарност към младата жена. Корабите не успяват да проникнат в протока покрит с непроходими ледове, но експедицията го преминава пеша до западния му вход. По този начин Пари доказва, че огромния остров Бафинова земя не е част от континента. Хората започват да боледуват от скорбут и той е принуден да изпрати заболелите в Англия с „Хекла“, а след това и сам на „Фюри“ в края на август потегля обратно и през октомври 1822 се завръща в родината.
Тази експедиция, в сравнение с първата, е с по-малки резултати, но независимо от това допринася за по-нататъшното откриване и изследване на огромния Канадски арктичен архипелаг. Повишен е в капитан 2-ри ранг и назначен за главен хидрограф на флота.

### Трето плаване за търсене на Северозападния проход (1824 – 1825)
След като претърпява неуспех при решаването на основната задача – откриване на Северозападния проход с помощта само на морски кораби, Пари предлага едновременно да се отправят в Арктика за търсене на прохода няколко сухопътни и морски експедиции. От страна на сушата за втори път се отправя в пътешествие Джон Франклин, който изследва северния бряг на Канада на голямо протежение, а по море за трети път тръгва Пари.
През август 1824, отново с корабите „Хекла“ и „Фюри“, втория под командването на Хенри Хопнър (участник в двете му първи плавания) Пари навлиза в протока Ланкастър, но при входа на протока Принц Риджент корабите са спрени от непроходими ледове, където се установяват на зимуване. До пролетта на 1825 участниците в експедицията изследват източния бряг на протока Принц Риджент на юг до 72º с.ш., като по този начин откриват част от западното крайбрежие на п-ов Бродер (северозападната част на остров Бафинова земя). През лятото е открит и изследван западния бряг на протока до залива Кресуел, като по този начин е открито почти цялото източното крайбрежие на остров Съмърсет. Тук на нос Фюри (72°42′ с. ш. 92°17′ з. д. / 72.7° с. ш. 92.283333° з. д.), Пари загубва всякаква надежда да продължи на юг и изоставя един от корабите („Фюри“). Заповядва да се построи на носа склад, в който са сложени продоволствия, оборудване и дрехи, които да бъдат използвани от бъдещите изследователи. Всичките участници в експедицията се натоварват на „Хекла“ и през октомври 1825 се завръщат в Англия.

### Експедиция към Северния полюс (1827)
През 1827 г. Пари продължава изследванията на Арктика в друго направление. На 21 юни предприема първия опит за достигане до Северния полюс с шейни-лодки от Шпицберген с двама други спътника и със запаси от продоволствие за десет седмици. На 23 юли достигна до 82º 45` с.ш., но установява, че ледовете го отнасят на юг, след което решава да се върне. Рекордът му за придвижване на север се задържа цели 49 години. Този е първия поход с шейни-лодки да се достигне до Северния полюс и трезвите познавачи на Арктика правят от опита на Пари правилен извод, че при тогавашните технически средства само по този начин на придвижване може да се стигне до полюса. Минат повече от 80 години, преди американецът Робърт Пири, след многогодишни тренировки, именно по този начин да покори Северния полюс.

## Следващи години (1828 – 1855)
През април 1829 г., за заслугите му по откриването на Северозападния проход, Пари е посветен в рицарско звание. В периода 1829 – 1834 работи като комисар на австралийска селскостопанска компания със седалище в Порт Стивънс в Нов Южен Уелс. Впоследствие е избран на поста главен ревизор на отдела за парни машини към Военноморския флот на Великобритания и заема този пост до пенсионирането си през 1846. Организира и подобрява качеството на пощенските услуги между Европа и Америка.
През 1852 е произведен в пълен адмирал и през следващата година става управител на Гринуичката болница (дом за пенсионирани моряци от Кралския флот), пост който заема до смъртта си.
През цялата си военноморска кариера се бори против телесните наказания прилагани във флота. Става пионер в използването на нови технологии за консервиране на храни, използвани при полярни експедиции.
Умира на 9 юли 1855 в селището Бад Емс близо до Кобленц, Прусия, на 64-годишна възраст. Погребан е в гробището на Гринуичката болница.

## Памет
Неговото име носят:
- връх Пари (82°06′ с. ш. 62°50′ з. д. / 82.1° с. ш. 62.833333° з. д.) в североизточната част на остров Елсмиър в Канадския арктичен архипелаг;
- град Пари Саунд (45°20′ с. ш. 80°02′ з. д. / 45.333333° с. ш. 80.033333° з. д.) в Канада, провинция Онтарио;
- залив Пари (68°15′ с. ш. 107°25′ з. д. / 68.25° с. ш. 107.416667° з. д.) на южното крайбрежие на п-ов Кент в Северна Канада;
- залив Пари (68°06′ с. ш. 81°40′ з. д. / 68.1° с. ш. 81.666667° з. д.) на източното крайбрежие на п-ов Мелвил в Северна Канада;
- залив Порт Пари (69°39′ с. ш. 97°25′ з. д. / 69.65° с. ш. 97.416667° з. д.) на североизточното крайбрежие на остров Кинг Уилям в Канадския арктичен архипелаг;
- кратер Пари на Луната;
- нос Пари (67°59′ с. ш. 72°57′ з. д. / 67.983333° с. ш. 72.95° з. д.) на западния бряг на остров Бафинова земя в Канадския арктичен архипелаг;
- нос Пари (77°01′ с. ш. 71°22′ з. д. / 77.016667° с. ш. 71.366667° з. д.) на западния бряг на Гренландия;
- нос Пари (72°24′ с. ш. 21°57′ з. д. / 72.4° с. ш. 21.95° з. д.) на източния бряг на Гренландия;
- нос Пари (69°43′ с. ш. 97°16′ з. д. / 69.716667° с. ш. 97.266667° з. д.) на североизточния бряг на остров Кинг Уилям в Канадския арктичен архипелаг;
- нос Пари (74°47′ с. ш. 110°38′ з. д. / 74.783333° с. ш. 110.633333° з. д.) на южния бряг на остров Мелвил в Канадския арктичен архипелаг;
- нос Пари (70°09′ с. ш. 124°40′ з. д. / 70.15° с. ш. 124.666667° з. д.) най-северната точка на п-ов Пари, на северния бряг на Канада;
- окръг Пари, в щата Нов Южен Уелс, Австралия;
- остров Пари (80°39′ с. ш. 20°41′ и. д. / 80.65° с. ш. 20.683333° и. д.) в северната част на архипелага Шпицберген;
- о-ви Пари (75°45′ с. ш. 101°45′ з. д. / 75.75° с. ш. 101.75° з. д.) в северната част на Канадския арктичен архипелаг;
- плитчина Пари (11°15′ ю. ш. 129°38′ и. д. / 11.25° ю. ш. 129.633333° и. д.) в Тиморско море, край северозападните брегове на Австралия;
- п-ов Пари (82°50′ с. ш. 65°00′ з. д. / 82.833333° с. ш. 65° з. д.) в северната част на остров Елсмиър в Канадския арктичен архипелаг;
- п-ов Пари (69°45′ с. ш. 124°45′ з. д. / 69.75° с. ш. 124.75° з. д.) на северния бряг на Канада;
- проток Пари (74°15′ с. ш. 97°00′ з. д. / 74.25° с. ш. 97° з. д.) в Канадския арктичен архипелаг, между островите Корнуолис на север и Съмърсет на юг;
- проток Пари (74°30′ с. ш. 117°00′ з. д. / 74.5° с. ш. 117° з. д.) в Канадския арктичен архипелаг, между островите Мелвил на североизток и Банкс на югозапад.

## Трудове
- „Journal of a second voyage for the discovery of a north-west passage from the Atlantic to the Pacific, performed in the years 1821-22-23“ (1824);
- "Narrative of an attempt to reach the North Pole, in boast... attached to H. M. S. „Hecla“, in … 1827" (1828).